# NGC 4818
NGC 4818 is een balkspiraalstelsel in het sterrenbeeld Maagd. Het hemelobject werd op 3 maart 1786 ontdekt door de Duits-Britse astronoom William Herschel.

## Synoniemen
- MCG -1-33-57
- IRAS 12542-0815
- PGC 44191